# Misumenops rothi
Misumenops rothi är en spindelart som beskrevs av Schick 1965. Misumenops rothi ingår i släktet Misumenops och familjen krabbspindlar. Inga underarter finns listade i Catalogue of Life.